# Mister Magnolia
Mister Magnolia ist ein Bilderbuch des britischen Kinderbuchautors und Illustrators Quentin Blake, das 1980 beim Cape Verlag erschienen ist und mit einer Kate-Greenaway-Medaille ausgezeichnet wurde.

## Inhalt
Der arme Mr. Magnolia hat nur einen Stiefel („Mr Magnolia has only one boot“). Diese Zeile kommt im Text immer wieder vor, wobei mit dem Ausdruck „boot“ auf unterschiedlichste Weise Reime gebildet werden: Flöte („flute“), Früchte („fruit“), salutieren („salute“), Anzug („suit“) und dergleichen. Die kleinen Leser lernen bei diesen Nonsens-Reimen zudem das Zählen, denn viele der gereimten Dinge nehmen sukzessive in ihrer Anzahl zu. Das Happy End kommt, als ein kleines Mädchen ein Päckchen abliefert, in dem sich ein Stiefel befindet. Dieser sieht zwar ganz anders aus, als sein bisheriger Stiefel, doch das stört Mr. Magnolia kein bisschen: Er ist überglücklich und zieht seine beiden Stiefel nur zum Schlafen aus.

## Rezeption
Geraldine Brennan schreibt in ihrer Rezension: „Die Zeile ‚Mr Magnolia has only one boot‘ gibt den Rhythmus des schwungvollen Textes aus Drei- und Vierzeilern vor. Eines steht fest: Ein fehlender Schuh kann den Helden nicht davon abhalten, jede Menge Spaß zu haben. Er erlebt Abenteuer im Teich, im Schwimmbad, mit dem Roller und am Obststand, wo er mit Früchten jongliert. Wie bei vielen Quentin-Blake-Figuren drückt sich Mr. Magnolias übersprudelnde Energie in einer markanten Linienführung der Illustrationen aus: wehender Schal, wedelnde Rockschöße und eine fliegende Mähne.“ Joan McGrath schreibt im School Library Journal: „Sehr kurz, sehr albern, sehr lustig - diese Nonsensgeschichte macht Spaß beim Vorlesen … Wie alle guten Nonsens-Verse hat auch diese Geschichte einen fesselnden Rhythmus; wenn man einmal angefangen hat, liest man gleich weiter, und es dauert nur etwa drei Minuten.“ Die Mail on Sunday befindet kurz und prägnant „Ein Klassiker!“ und die Sunday Times meint: „Ganz wunderbare und schrullige Reime“.

## Auszeichnungen
Mister Magnolia wurde 1980 mit der Kate-Greenaway-Medaille prämiert.

## Referenzen
Mister Magnolia ist in dem literarischen Nachschlagewerk 1001 Kinder- und Jugendbücher – Lies uns, bevor Du erwachsen bist! für die Altersstufe 3+ Jahre enthalten.

## Ausgaben
- Mister Magnolia. Cape, UK 1980.